# 의도하지 않은 결과

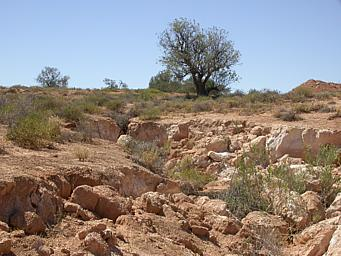
오스트레일리아에서 사냥용 동물로 도입된 토끼로 인한 침식 협곡은 의도하지 않은 결과의 예이다.

의도하지 않은 결과(영어: unintended consequences)는 사회과학에서 의도하지 않았거나 예측하지 못한 의도적인 행동의 결과를 지칭한다. 예상하지 못한 결과(영어: unanticipated consequences) 또는 예측하지 못한 결과(영어: unforeseen consequences) 보다 구체적으로 노크온 효과(영어: knock-on effects)라고도 한다. 이 용어는 20세기에 미국의 사회학자 로버트 K. 머턴에 의해 대중화되었다.
의도하지 않은 결과는 다음의 세 가지 유형으로 분류할 수 있다.
- 예상치 못한 이익: 예상하지 못한 긍정적인 이익(행운, 우연 또는 횡재라고도 함)
- 예상치 못한 손해: 정책의 원하는 효과에 대해 예상치 못한 손해가 발생하는 것이다(예를 들어 관개 사업은 사람들에게 농업 용수를 제공하지만 주혈흡충증과 같이 건강에 치명적인 영향을 미치는 수인성 질병을 증가시킬 수 있다.
- 왜곡된 결과: 원래 의도했던 것과 반대되는 역효과(의도한 해결책이 문제를 악화시키는 경우)

## 같이 보기
- 사회과학